# Johnstone Kipkorir Chepkwony
Johnstone Kipkorir Chepkwony (* 5. Mai 1984) ist ein kenianischer Langstreckenläufer, der sich auf Straßenläufe spezialisiert hat.
2005 gewann er den Zürcher Silvesterlauf und 2006 den Würzburger Residenzlauf. 2006 und 2007 siegte er jeweils beim Halbmarathonbewerb des Hannover-Marathons und beim Grand Prix von Bern, und 2007 wurde er beim Paderborner Osterlauf Dritter über 10 km und gewann beim Kempten-Halbmarathon.
Bei seinem Debüt über die 42,195-km-Distanz wurde er 2008 beim Singapur-Marathon Zweiter hinter Weltmeister Luke Kibet. Ein Jahr später musste er sich an selber Stelle erneut nur Kibet geschlagen geben. 

## Persönliche Bestzeiten
- 10-km-Straßenlauf: 28:10 min, 30. April 2006, Würzburg
- Halbmarathon: 1:01:49 h, 7. Mai 2006, Hannover
- Marathon: 2:11:33 h, 6. Dezember 2009, Singapur